# Alexander (rzeka)
Alexander – krótka rzeka w Australii, w stanie Australia Zachodnia. Ma 10 km długości. Wypływa w pobliżu wzgórza Mungliginup Hill, uchodzi do Oceanu Południowego w zatoce Alexander Bay, na wschód od miejscowości Esperance. Została nazwana przez geodetę (późniejszego premiera Australii Zachodniej) Johna Forresta w 1870 roku, najprawdopodobniej na cześć jego brata, Alexandra Forresta, który był również geodetą, a później odkrywcą, finansistą, członkiem parlamentu oraz burmistrzem Perth w latach 1892-1895. Rzeka Alexander, wraz ze swoimi dopływami, wyrzeźbiła głębokie i wąskie doliny w skale spongiolitowej. Na terenach górnych dopływów strome stoki porośnięte są jedynie skąpą roślinnością, a w dnach dolin znajduje się wąski pas zarośli. Około jednego kilometra rzeki stanowi obszar estuarium, który przebiega przez skałę spongolitową, z wyjątkiem obszaru w pobliżu ujścia.